# Кавайон Веронезе
Кавайо̀н Веронѐзе (на италиански: Cavaion Veronese; на венециански: Cavajon, Кавайон) е градче и община в Северна Италия, провинция Верона, регион Венето. Разположено е на 190 m надморска височина. Населението на общината е 5849 души (към 2015 г.).